# خالد اسعد
خالد محمد اسعد (عربی: خالد محمد الأسعد؛ ۱۹۳۲/۱۹۳۴ میلادی – ۱۸ اوت ۲۰۱۵) یا خالد اسعد، یک باستان‌شناس اهل سوریه و سرپرست آثار باستانی شهر باستانی پالمیرا، مشهور به «مروارید صحرا» و از جمله میراث جهانی یونسکو بود.
خالد اسعد در سال ۱۹۳۲ یا ۱۹۳۴ میلادی در تدمر سوریه متولد شد و بیشتر عمر خود را در آنجا گذراند. وی پس‌از اخذ دیپلم تاریخ؛ در دانشگاه دمشق مشغول به تحصیل شد. اسعد پدر یازده فرزند بود؛ شش پسر و پنج دختر که یکی از دخترانش را زنوبیا (نام ملکهٔ پالمیرا) نام‌گذاری کرد.
خالد اسعد یکی از شخصیت‌های علمی و فرهنگی کشته شده توسط افراد موسوم دولت اسلامی در عراق و شام است. این باستان‌شناس ۸۲ ساله ۵۰ سال از عمر خود را صرف فعالیت‌های باستان‌شناسی و فرهنگی کرده بود.
داعش این باستان‌شناس را در منطقه تاریخی باستانی پالمیرا (تدمر) سربریده و سپس جنازهٔ او را در خیابانی از شهر آویزان کرده‌است. در کنار جنازه او کاغذ نوشته‌ای از اتهامات اعلامی‌اش نیز نصب شده‌است.
براساس منبع (وبگاه عصر ایران)، اتهامات این باستان‌شناس به این صورت نوشته شده‌است:
مرتد خالد محمد الاسعد حامی حکومت مسیحی.
1. نمایندگی سوریه در کنفرانس‌های کفرآمیز
2. مدیر بت‌های تدمر
3. سفر به ایران و حضور در جشن‌های پیروزی انقلاب خمینی
4. ارتباط با سرهنگ عیسی∗ رئیس بخش فلسطین
5. ارتباط با سرهنگ حسام سکر در کاخ ریاست جمهوری سوریه